# هنري أوقستي باربييه
هنري أوقستي باربييه (بالفرنسية: Auguste Barbier)‏ هو كاتب مسرحي ومترجم وكاتب وشاعر فرنسي، ولد في 29 أبريل 1805 في باريس في فرنسا، وتوفي في 13 فبراير 1882 في نيس في فرنسا.

## وصلات خارجية
- هنري أوقستي باربييه على موقع IMDb (الإنجليزية)
- هنري أوقستي باربييه على موقع ميوزك برينز (الإنجليزية)
- هنري أوقستي باربييه على موقع ديسكوغز (الإنجليزية)